# Altels
Der Altels ist ein 3630 m ü. M. hoher pyramidenförmiger Gipfel südlich des Gasterntals am Ende des Kandertals in den Berner Alpen. Mit dem etwas höheren Balmhorn ist er über einen schmalen Firngrat verbunden. Eine Besonderheit des Berges ist die Nordwestflanke, eine riesige glatte Fläche.
Der etwa 44° geneigte Hängegletscher auf der Nordwestflanke des Berges, von dem heute nur noch Reste in der Gipfelregion und der Altels-Seitengletscher übrig sind, hat mindestens zweimal die Spittelmatte am Gemmiweg mit Eismassen überschüttet. Dabei kamen Menschen und Vieh zu Schaden:
- Beim Gletscherabbruch am 18. August 1792 verloren vier Menschen und etwa 100 Tiere ihr Leben.
- Am 11. September 1895 stürzten etwa 4 Mio. Kubikmeter Eis über die Bergflanke auf die Spittelmatte. Unter den Eismassen starben sechs Menschen, darunter Joseph Roten, der Vize-Präsident von Leukerbad, sowie 158 Rinder, neun Schweine, ein Maultier und ein Hund. Eine Gedenktafel an der Spittelmatte erinnert an die Katastrophe.

## Aufstieg
Die Gipfelbesteigung führt über Steig/Wegspuren durch Schutt, Geröll, oberhalb 3400 m ü. M. über einfache Felsplatten mit Stangen, die bei Nässe, Eis und Schnee zur Sicherung dienen. Sie wird oft mit einem Besuch des Balmhorns (Firn, Fels I+ UIAA) verbunden. Über den Gipfel verläuft die Kantonsgrenze zwischen Bern und dem Wallis.

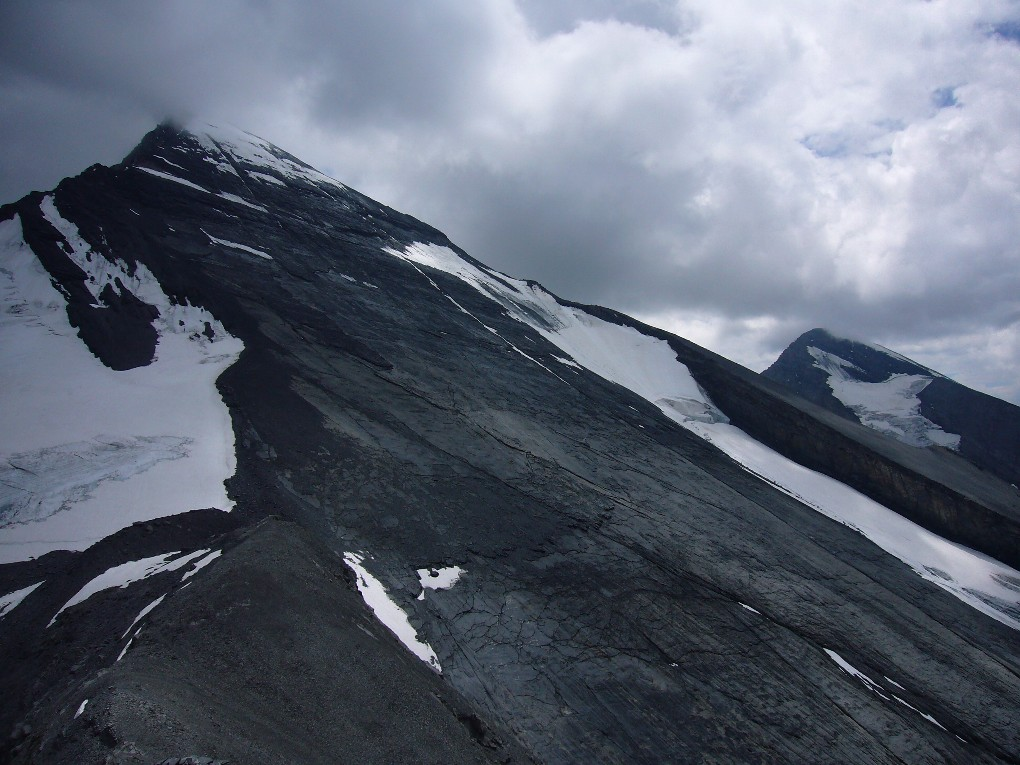
Nordwestflanke
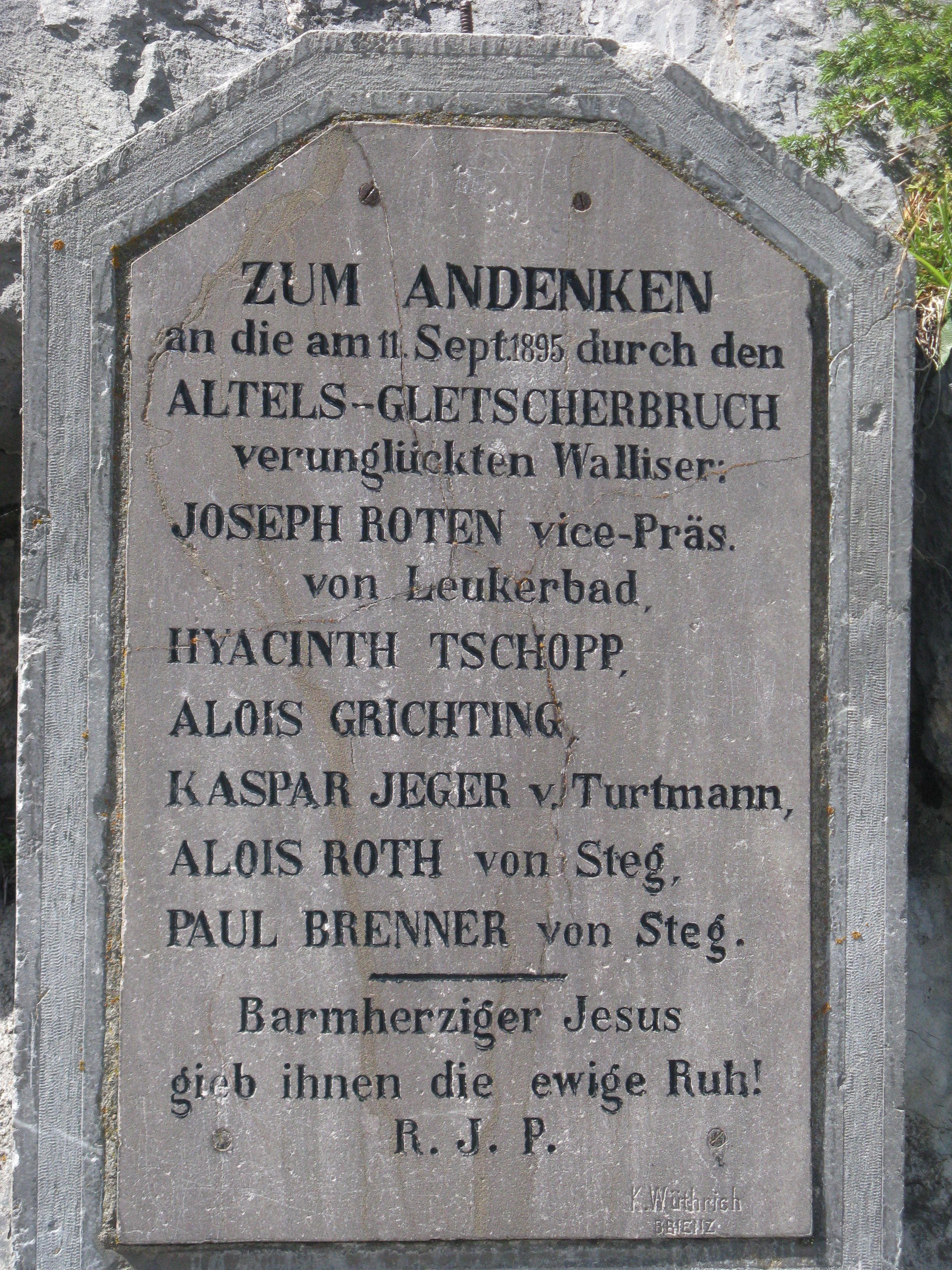
Altels Gedenktafel
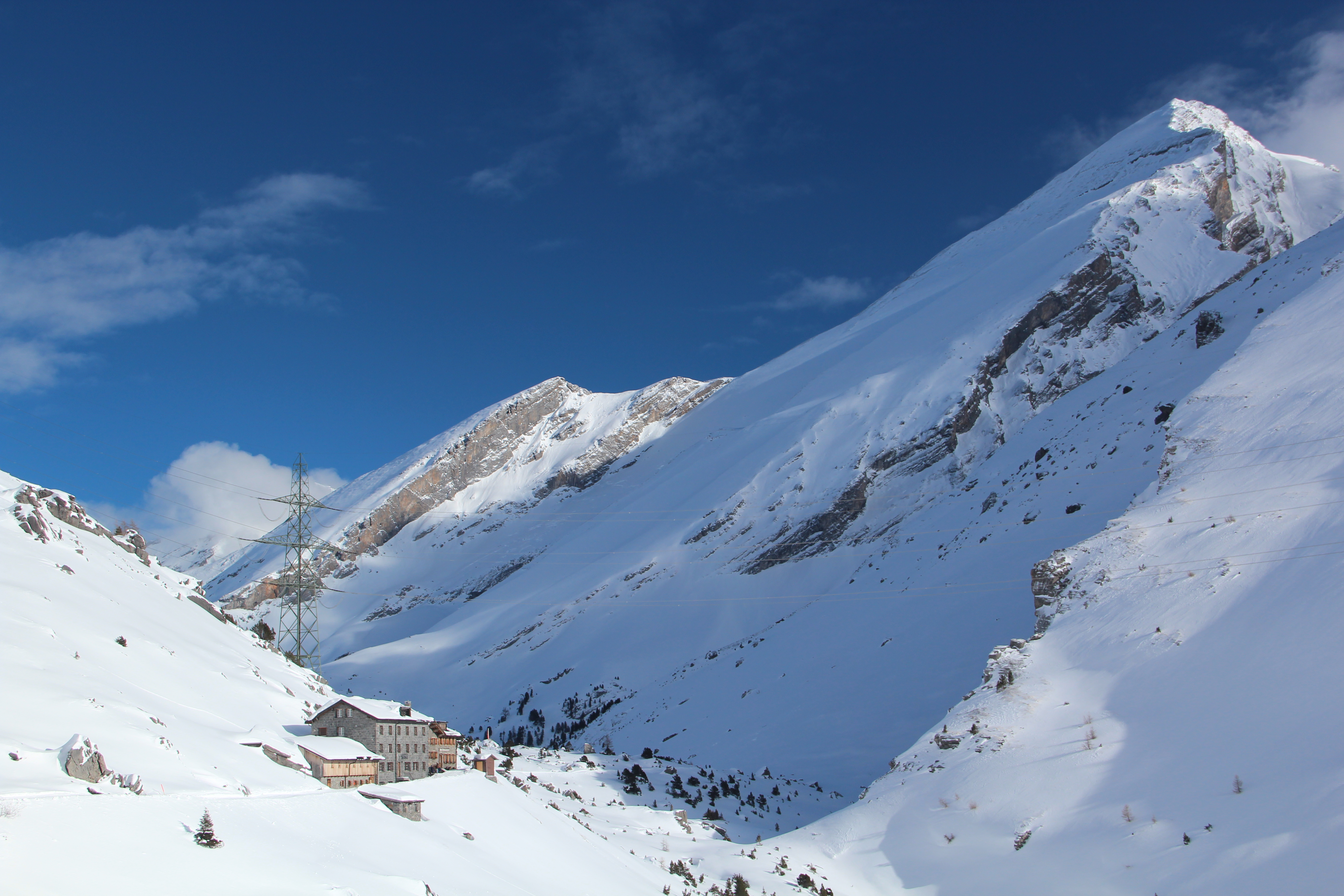
Altels und Berggasthaus Schwarenbach im Winter
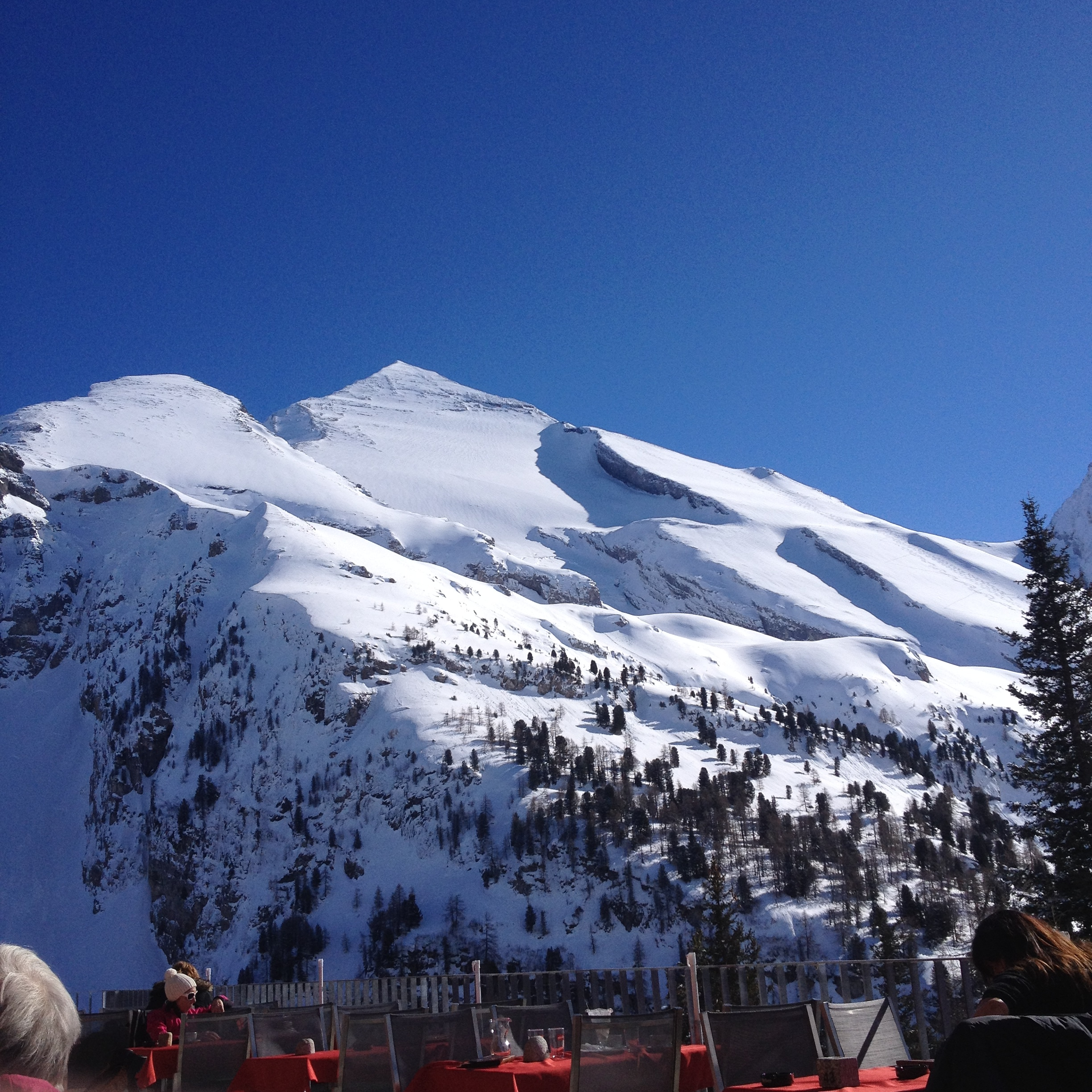
Von der Sunnbüel